# Surendre Rambocus
Surendre Sradhanand Soerinder Rambocus (5 de mayo de 1953 - 8 de diciembre de 1982) fue un militar surinamés. Estuvo involucrado en un fallido golpe de Estado en marzo de 1982 contra el entonces dictador de Surinam, Dési Bouterse, y fue ejecutado durante los Asesinatos de Diciembre.

## Biografía
Rambocus nació en el Distrito de Nickerie. Asistió a la Real Academia Militar en Breda, Países Bajos y se graduó con una tesis sobre un golpe de Estado. Luego se convirtió en teniente del Ejército Nacional de Surinam.
En 1980, 16 suboficiales de este ejército depusieron al gobierno de Henck Arron en lo que se conoció como El golpe de los sargentos. Siguió una dictadura militar, dirigida por el sargento Desi Bouterse. Rambocus no era miembro de este grupo de golpistas en ese momento, pero sintió simpatía por la acción, y finalmente fue nombrado por la autoridad militar como el primer hombre del Ejército Nacional. Después de un tiempo, Rambocus se volvió cada vez más crítico con el régimen y tuvo que abandonar su posición. Luego se fue a los Países Bajos por un corto tiempo.
Cuando regresó a Surinam, cometió un contragolpe el 11 de marzo de 1982 junto con el sargento mayor Wilfred Hawker, a quien liberó de la prisión. Constituyeron el autoproclamado Consejo de Liberación Nacional. Cuando uno de sus cómplices desertó a favor de Bouterse, los conspiradores fueron arrestados. Hawker fue ejecutado; Rambocus y su subordinado Jiwansingh Sheombar fueron encarcelados en el Fuerte Zeelandia. Siguió un juicio en el que los abogados John Baboeram, Eddy Hoost, Harold Riedewald, Düttenhofer y Tjon A Paw argumentaron que el contragolpe de Rambocus no podía ser ilegal, porque el propio régimen de Bouterse había llegado al poder de una forma ilegítima. Sin embargo, el tribunal de guerra lo sentenció a doce años de prisión.
En la noche del 7 al 8 de diciembre de 1982, varios soldados fueron capturados por las fuerzas de Bouterse y llevados al Fuerte Zeelandia, entre ellos los abogados Baboeram, Gonçalves, Hoost y Riedewald. Rambocus también fue recogido de su celda en el cuartel Memre Boekoe y trasladado al Fort Zeelandia. Allí, Rambocus habría llamado a Bouterse para dar cuenta de sus acciones, en presencia de casi todos los autores originales del golpe de los Sargentos, y lo desafió a luchar con un fusil Uzi cada uno, con lo cual ambos podrían concretar la disputa sin involucrar a inocentes. Sin embargo, esto fue rechazado, y el 8 de diciembre, Rambocus, Sheombar y los cuatro abogados arrestados en Fort Zeelandia fueron torturados y asesinados. También asesinaron a un dirigente sindical, un empresario, algunos conferenciantes universitarios y periodistas. Un total de quince víctimas cayeron. Estos eventos son conocidos como los Asesinatos de Diciembre. Según algunos testigos que habían estado en la morgue del hospital universitario entre el 10 y el 13 de diciembre y habían visto el cuerpo de Rambocus, la lengua del militar había sido cortada. También tendría cicatrices físicas de colillas de cigarrillo en la cara.
El 23 de marzo de 2012, Ruben Rozendaal, también sospechoso en el juicio de los asesinatos de diciembre, declaró bajo juramento ante la corte marcial que Bouterse había matado personalmente a Rambocus y a Cyrill Daal esa noche.